# Trochalus fuscoaeneus
Trochalus fuscoaeneus är en skalbaggsart som beskrevs av Moser 1916. Trochalus fuscoaeneus ingår i släktet Trochalus och familjen Melolonthidae. Inga underarter finns listade i Catalogue of Life.